# サンデーサイレンス系
サンデーサイレンス系 （サンデーサイレンスけい、Sunday Silence Line）は、馬（主にサラブレッド）の父系（父方の系図）の1つ。

## 概要
1990年に日本に輸入され、1995年から2007年まで13年連続でリーディングサイアーに輝いたサンデーサイレンスを祖とするサイアーラインである。翌2008年にサンデーサイレンスに変わって首位に立ったアグネスタキオンと、2009年のマンハッタンカフェも本系統に属しており、15年連続でリーディングサイアーを輩出したことになった。サンデーサイレンス自身は12世代の産駒を残したが、その全ての世代から牡馬のGI級競走の勝ち馬を輩出した。その結果サンデーサイレンス系は、現在の日本競馬界において最も勢いのある父系となっている。2007年のリーディングサイアーランキングでは、サンデーサイレンス系種牡馬が自身を含め上位10頭のうち6頭ランクインした。その後も、2008年～2011年・2018年・2020年・2021年は上位10頭中5頭、2019年は6頭、2012年・2013年・2016年・2017年は7頭、2014年・2015年は8頭が本系統と安定して結果を出し続けている。
2007年前後までは、サンデーサイレンス自身による実績が圧倒的であった。しかし種牡馬入りしたその産駒もフジキセキ、ダンスインザダーク、ステイゴールド、スペシャルウィーク、アグネスタキオン、マンハッタンカフェ、ゴールドアリュール、ネオユニヴァース、ダイワメジャー、ハーツクライ、ディープインパクトなどが優秀な成績を収めている。また、重賞未勝利であったミスキャストも2012年の天皇賞（春）を制したビートブラックを輩出した。サンデーサイレンス直仔の種牡馬の産駒では、Rockabubble、Hollow Bullet、Pompeii Ruler、Dabirsim、Beauty Parlour、Natagora、Sun Classique、King David、Giant Killing、Zapata、Abidjan、Antonella Baby、Energia Fribby、Hat Puntano、Jaspion Silent、Silence Is Gold、Saxon Warrior、Yoshida、Study of Man、Fierce Impact、Mais Que Bonita、Abu Dhabi、Fancy Blue、デルタブルース、シーザリオ、ヴィクトワールピサ、アドマイヤラクティ、ハナズゴール、リアルインパクト、リアルスティール、ジャスタウェイ、ジェンティルドンナ、エイシンヒカリ、ヴィブロス、ネオリアリズム、トーセンスターダム、ウインブライト、リスグラシュー、アドマイヤマーズ、グローリーヴェイズ、ラヴズオンリーユーが海外の国際G1競走を優勝している。こうした結果、日本産の父系としては異例と言える程にその人気は高まっている。2005年・2006年の年間種付け頭数の集計からは、同系統のみで優に2000頭以上の種付けをこなしていることが明らかになっている。また2016年にはヴィクトワールピサ産駒のジュエラーが桜花賞を制し、曾孫世代初のGI競走優勝を果たしている。
日本国内では父系のみならず、母系においても勢力を拡大しており、2006年～2019年までサンデーサイレンスがリーディングブルードメアサイアーを獲得している（サンデーサイレンス及びその産駒の競走成績・種牡馬実績については、各馬の項目を参照のこと）。これは本系統の実績を示すと共に、日本にサンデーサイレンス系の血を持つ優秀な繁殖牝馬が増えている事も示している。本系統の牝馬に配合する次代の種牡馬を探す事が、生産界の課題となりつつある。
上記のようなサンデーサイレンス系の父系、母系両面での隆盛はレースにも反映されており、例えば2010年度の中央競馬主催の平地GI競走の出走馬386頭のうち、サンデーサイレンスの血を持つ馬は231頭と、約6割にも上っている。2011年の牡馬クラシックでは、皐月賞では出走馬18頭中16頭、菊花賞では出走馬18頭中17頭、東京優駿にいたっては出走馬18頭の全頭が、両親のいずれかがサンデーサイレンスの直仔であった。日本経済新聞社の記者である野元賢一は日本経済新聞電子版のコラムでこれについて取り上げ、世界有数の競馬国でこの事態は異例であり、近親交配の弊害が大きくなることから将来的な懸念材料であると論じている。

## 動向
2000年代前半までは、後継種牡馬の国外流出が危惧されたため、南半球のシャトル種牡馬を除けば、北半球の海外ではサンデーサイレンス系の種牡馬は殆ど見られなかった。しかし国内における同系統の種牡馬の増加によって、十分な繁殖牝馬の確保が望みにくくなっており、海外に輸出される種牡馬も出はじめた。そのような背景からフランスに輸出されたディヴァインライトは、数少ない産駒からNatagoraを出している。また、中には北米で種牡馬入りしたハットトリックのように、最初から海外で繁殖入りするGI級競走の勝ち馬も出始めている。
一方、サンデーサイレンスの孫にあたる世代の種牡馬は、交配する牝馬が集まらない傾向も出てきている。2008年にはダンスインザダーク産駒で安田記念の勝ち馬ツルマルボーイが、僅か4年間の種付けで去勢され、早々に種牡馬を引退。同じダンスインザダーク産駒で、国際GIを含むGI級競走2勝のデルタブルースは種牡馬入りせずに乗馬に転身、早世したリーディングサイアー・アグネスタキオン産駒のGI馬ロジックは誘導馬になっている。
2010年代はディープインパクトが国内でリーディングサイヤーとして君臨し続け、種付け料は初年度1200万から4000万円まで跳ね上がった。サンデーサイレンス系の上位も子世代が中心であり、2010年代後半は同馬に続いてステイゴールド、ハーツクライ、ダイワメジャーが（サンデーサイレンス系の中で）常に上位4頭の枠に収まっていたが、ステイゴールドが2015年に、次いでディープインパクトが2019年に急死、ハーツクライも2021年の種付けを最後に種牡馬を引退した。
そのような状況の中、ディープインパクト存命中の2010年代後半から、種付け料が高騰した父に代わりディープインパクトの後継種牡馬が繁殖牝馬を多く集める傾向にあり、その中からリアルインパクト産駒のラウダシオンがディープインパクトの孫世代として初のGI勝利馬となった。今後は初年度産駒からG1馬を輩出したキズナや、親子での無敗クラシック三冠を達成したコントレイルなどのデビューを控える種牡馬達や、ディープインパクトの全兄ブラックタイドとその産駒のキタサンブラックなどによる後継争いが注目される。
2010年代後半からはステイゴールド産駒のオルフェーヴル・ゴールドシップ、ハーツクライ産駒のジャスタウェイ、ゴールドアリュール産駒のエスポワールシチーなどサンデーサイレンス孫世代の種牡馬からもG1・Jpn1競走勝ち馬が出てきており、さらに2020年以降はサンデーサイレンスの奇跡の血量を持った馬も現れている。

## サイアーライン
- Darley Arabian 1700
  - Bartlet's Childers 1716
    - Squirt 1732
      - Marske 1750
        - Eclipse 1764　　　---←エクリプス系へ戻る
          - Potoooooooo 1773
            - Waxy 1790
              - Whalebone 1807
                - Sir Hercules 1826
                  - Birdcatcher 1833
                    - The Baron 1842
                      - Stockwell 1849
                        - Doncaster 1870
                          - Bend Or 1877
                            - Bona Vista 1889
                              - Cyllene 1895
                                - Polymeluss 1902
                                  - Phalaris 1913　　　---←ファラリス系へ戻る
                                    - Pharos 1920
                                      - Nearco 1935　　　---←ネアルコ系へ戻る
                                        - Royal Charger 1942　　　---←ロイヤルチャージャー系へ戻る
                                          - Turn-to 1951
                                            - Hail to Reason 1958　　　---←ヘイルトゥリーズン系へ戻る
                                              - Halo 1969　　　---←ヘイロー系へ戻る
                                                - *サンデーサイレンス Sunday Silence 1986　　　---↓サンデーサイレンス系（改行）

---↓サンデーサイレンス系---
- *サンデーサイレンス Sunday Silence 1986 → サイレンススズカ 1994
  - アサクサゴーフル 1992
  - エアジャスティス 1992
  - キングオブダイヤ 1992
  - サマーサスピション 1992
  - サンデーウェル 1992
    - Khanui Jeguk 2006

  - サンデーズショウ 1992
  - サンデーブランチ 1992
  - ジェニュイン 1992
    - ベストタイザン 2002

  - ダイタクサージャン 1992
  - ダブルユアホリデー 1992
  - タヤスツヨシ 1992
    - ナスダックパワー 1998
    - トップオブツヨシ 2003
    - グランシュヴァリエ 2005

  - ビークァイエット 1992
  - フジキセキ 1992 → Sun Classique 2003 
    - キタイ 1996
    - ダイタクリーヴァ 1997
    - Rock of Cashel 1999
    - Mucheoksan 2002
    - カネヒキリ 2002
      - ロンドンタウン 2013
      - スーパーステション 2014
      - ディオスコリダー 2014

    - マンボノテイオー 2002
    - ミラクルポイント 2002
    - キンシャサノキセキ 2003
      - シュウジ 2013
      - サクセスエナジー 2014
      - モンドキャンノ 2014

    - ファイングレイン 2003
    - ダノンシャンティ 2007
      - スマートオーディン 2013

    - サダムパテック 2008
    - スノーライダー 2009
    - ドラケンスバーグ 2009
    - イスラボニータ 2011

  - マーベラスサンデー 1992
    - シルクフェイマス 1999
    - ネヴァブション 2003
    - セレン 2005
    - ヴィーヴァダンサー 2006
    - タツゴウゲキ 2012

  - ユウキサンデー 1992
  - アグネスカミカゼ 1993
  - イシノサンデー 1993
  - エイシンサンディ 1993
    - ミツアキサイレンス 1997
    - ホールウォーカー 2003
      - フォクスホール 2013

    - セイクリムズン 2006
    - レガルスイ 2011

  - エーブサンデーサン 1993
  - サイレンスホーラー 1993
  - サイレントハンター 1993
  - サクラケイザンオー 1993
  - タガノサイレンス 1993
  - ダンスインザダーク 1993 → デルタブルース 2001
    - ダイタクバートラム 1998
    - ツルマルボーイ 1998
    - タガノマイバッハ 1999
    - ザッツザプレンティ 2000
    - ダイシンヘッド 2003
    - ザサンデーフサイチ 2004
    - ダイシングロウ 2004
    - スリーロールス 2006
    - エヴァラヴリー 2008

  - ダンツサイレンス 1993
  - チアズサイレンス 1993
  - バブルガムフェロー 1993
    - マジェスティック 2000
      - カゼノグッドボーイ 2006

  - ロイヤルタッチ 1993
    - カキツバタロイヤル 2006

  - ローゼンカバリー 1993
  - Eishin Masamune 1994
    - Silent Boomarang 2004

  - エックスコンコルド 1994
  - ステイゴールド 1994
    - ドリームジャーニー 2004
    - ナカヤマフェスタ 2006
    - オーシャンブルー 2008
    - オルフェーヴル 2008 → ラッキーライラック 2015, マルシュロレーヌ 2016
      - エポカドーロ 2015
      - オセアグレイト 2016
      - ジャスティン 2016
      - ウシュバテソーロ 2017

    - ゴールドシップ 2009 → ユーバーレーベン 2018
    - フェノーメノ 2009
    - リヤンドファミユ 2010
    - オジュウチョウサン 2011
    - ショウナンバッハ 2011
    - グランシルク 2012
    - ジュンツバサ 2012
    - ラフレシア 2012
    - レインボーライン 2013
    - ウインブライト 2014
    - インディチャンプ 2015
    - エタリオウ 2015

  - ビッグサンデー 1994
  - メジロディザイヤー 1994
  - ユートカイザー 1994
  - グレートサン 1995
  - サンプレイス 1995
  - ジュビレーション 1995
  - ジョービッグバン 1995
  - ジンガロ 1995
  - シンコウシングラー 1995
  - スペシャルウィーク 1995 → シーザリオ 2002, ブエナビスタ 2006, ローマンレジェンド 2008
    - リーチザクラウン 2006
    - タイキクールミント 2010
    - トーホウジャッカル 2011

  - タヤスメドウ 1995
  - ディヴァインライト 1995 → Natagora 2005
    - Comte Toscan 2006
    - Mister Baron 2009
    - Bay Ciftcioglu 2010
    - Cash Akce 2010
    - Cebeltay 2010
    - Divine Heart 2010
    - My Dear Son 2011
    - Renk 2012

  - フジサンデーズサン 1995
  - マキシムトライ 1995
  - メイショウオウドウ 1995
  - アイランドキング 1996
  - アドマイヤベガ 1996 → キストゥヘヴン 2003
  - イシノナイト 1996
  - ウィズダム 1996
  - キングオブサンデー 1996
  - スリリングサンデー 1996
  - チョウカイリョウガ 1996
  - テイエムサンデー 1996
  - ブラックタキシード 1996
  - ペインテドブラック 1996
  - ロサード 1996
  - アグネススペシャル 1997
  - アグネスフライト 1997
  - アッミラーレ 1997
    - ハッピースプリント 2011

  - アドマイヤボス 1997
  - ウインマーベラス 1997
  - エアシャカール 1997
  - ケイアイメガウルフ 1997
  - ゴールドヘイロー 1997
    - トウケイヘイロー 2009
    - マサノグリンベレー 2011

  - ニホンピロニール 1997
    - カミツキ 2004

  - ニューイングランド 1997
    - モルフェサイレンス 2005

  - フサイチゼノン 1997
  - マックスアンサー 1997
  - ヤマニンリスペクト 1997
  - リンデンパッション 1997
  - Austinpower 1998
  - アグネスゴールド 1998
    - Energia Harvard 2012
    - Supino 2015
    - Ivar 2016

  - アグネスタキオン 1998 → ロジック 2003, ダイワスカーレット 2004
    - スマートエンブレム 2003
    - アドマイヤオーラ 2004
      - ノボバカラ 2012
      - ハウライト 2013
      - アルクトス 2015

    - トーセンイマジゲン 2004
    - キャプテントゥーレ 2005
    - コパノジングー 2005
    - ディープスカイ 2005
      - スピリッツミノル 2012
      - キョウエイギア 2013
      - サウンドスカイ 2013

    - トーセンモナーク 2005
    - リキサンダルジャン 2005
    - Devil's Drink 2007
    - ノーザンリバー 2008
    - グランデッツァ 2009

  - ウインラディウス 1998
  - サムソンハッピー 1998
  - サンライズペガサス 1998
  - チアズブライトリー 1998
    - Ba Jun Ben Teng 2014
    - Xiao Huan Teng 2015

  - ドリームスプレッド 1998
  - フサイチオーレ 1998
  - ボーンキング 1998
  - マンハッタンカフェ 1998
    - マンハッタンスカイ 2004
    - タイキボナパルト 2005
    - エーシンモアオバー 2006
    - ジョーカプチーノ 2006
    - アロマカフェ 2007
    - ガルボ 2007
    - ヒルノダムール 2007
    - カフェラピード 2008
    - ラブイズブーシェ 2009
    - ファーガソン 2011

  - ミスキャスト 1998
  - ミレニアムバイオ 1998
  - メジロベイリー 1998
  - Any Given Sunday 1999
  - Sunday Knight 1999
  - Yasey 1999
  - アグネスプラネット 1999
  - アドマイヤマックス 1999
    - マイネルラメール 2010
    - ケイティブレイブ 2013

  - ウインデュエル 1999
  - ゴールドアリュール 1999
    - エスポワールシチー 2005
    - オーロマイスター 2005
    - スマートファルコン 2005
    - Huangjin Zhanshen 2007
    - テラザクラウド 2007
    - クリソライト 2010
    - コパノリッキー 2010
      - リッキーボーイ 2019

    - ゴールドドリーム 2013
    - エピカリス 2014
    - サンライズノヴァ 2014
    - リコーソッピース 2014
    - クリソベリル 2016
    - ゴルトマイスター 2016
    - ナランフレグ 2016

  - サンデーサンサン 1999
  - タイガーカフェ 1999
  - ダイワレイダース 1999
  - デュランダル 1999
  - ヤマニンセラフィム 1999
  - リミットレスビッド 1999
  - Keep The Faith 2000
    - Trust in a Gust 2010

  - ヴィータローザ 2000
  - オレハマッテルゼ 2000 → ハナズゴール2009
  - カーム 2000
  - クワイエットデイ 2000
  - サイレントディール 2000
  - サクラプレジデント 2000
    - トウショウチャンス 2007

  - スパイキュール 2000
    - ナムラダイキチ 2008
    - ダンディーソル 2010

  - スマートカイザー 2000
  - ゼンノロブロイ 2000
    - ペルーサ 2007

  - トウカイエリート 2000
  - ネオユニヴァース 2000 → サウンズオブアース 2011
    - アンライバルド 2006
    - ロジユニヴァース 2006
    - ヴィクトワールピサ 2007 → ジュエラー2013
    - ゴールスキー 2007
    - トーセンファントム 2007
      - ブレイブスマッシュ 2013

    - ネオヴァンドーム 2007
    - デスペラード 2008
    - ネオリアリズム 2011
    - モンドシャルナ 2011

  - ボレロ 2000
  - リンカーン 2000
    - ミラクルソニック 2009
    - Er Mi Si 2010

  - Silent Action 2001
  - Sunday Doubt 2001
  - ヴリル 2001
  - エアシェイディ 2001
  - カミノサイレンス 2001
  - キョウワスプレンダ 2001
  - グランデグロリア 2001
  - グレイトジャーニー 2001
  - スウィフトカレント 2001
  - スズカマンボ 2001
  - ダイワメジャー 2001
    - カレンブラックヒル 2009
    - トーセンロレンス 2009
    - コパノリチャード 2010
    - ブルドッグボス 2012
    - アドマイヤマーズ 2016
    - セリフォス 2019

  - ハイアーゲーム 2001
  - ハーツクライ 2001 → リスグラシュー 2014
    - ウインバリアシオン 2008
    - ジャスタウェイ 2009
      - マスターフェンサー 2016
      - ダノンザキッド 2018

    - ワンアンドオンリー 2011
    - ケルンダッシュ 2012
    - シュヴァルグラン 2012
    - ロジクライ 2013
    - ヨシダ 2014
    - スワーヴリチャード 2014
    - サリオス 2017
    - ドウデュース 2019

  - ハットトリック 2001
    - Dabirsim 2009
    - King David 2009
    - Sheer Trick 2009
    - Giant Killing 2010
    - Try Twice 2010
    - Any Other Trick 2011
    - Hat Dolar 2013
    - Hat Mario 2013
    - Hat Ninja 2013
    - Hat Puntano 2013
    - Hat Socrates 2013
    - Win Win Win 2016

  - ブラックタイド 2001
    - サイモンラムセス 2010
    - キタサンブラック 2012
      - イクイノックス 2019
      - ブラックブロッサム 2021

    - コメート 2012
    - タガノエスプレッソ 2012

  - メイショウホウオウ 2001
  - リキアイサイレンス 2001
  - レゴラス 2001
  - Layman 2002
    - Gammarth 2008
    - Stormbringer 2008
    - Latin Lover 2009

  - Silent Name 2002
    - Caipora 2009
    - Silentio 2009
    - Jaspion Silent 2010
    - Voo Do Falcao 2010

  - アドマイヤジャパン 2002
  - キングストレイル 2002
  - サムライハート 2002
    - トップランチャー 2010

  - ジェミニアイドル 2002
  - シックスセンス 2002
  - スズカフェニックス 2002
  - ディープインパクト 2002 → マルセリーナ 2008,ジェンティルドンナ 2009,ヴィルシーナ 2009,マリアライト 2011,ハープスター 2011,ヴィブロス 2013,ワグネリアン 2015,グランアレグリア 2016,ラヴズオンリーユー 2016,アカイトリノムスメ2018
    - Barocci 2008
    - スマートロビン 2008
    - ダノンシャーク 2008
    - ダノンバラード 2008
      - モンブランテソーロ 2016

    - トーセンラー 2008
    - トーセンレーヴ 2008
    - メジロダイボサツ 2008
    - リアルインパクト 2008
      - ラウダシオン 2017

    - ヴァンセンヌ 2009
    - エキストラエンド 2009
    - オコレマルーナ 2009
    - キモンノカシワ 2009
    - スピルバーグ 2009
    - ダノンドリーム 2009
    - ディープブリランテ 2009
    - トーセンホマレボシ 2009
      - ミッキースワロー 2014

    - ヒストリカル 2009
    - フィエロ 2009
    - マーティンボロ 2009
    - ワールドエース 2009
    - キズナ 2010 → ソングライン 2018
      - バスラットレオン 2018
      - ジャスティンミラノ 2021

    - ヒラボクディープ 2010
    - エイシンヒカリ 2011
    - ガリバルディ 2011
    - サトノアラジン 2011
    - ステファノス 2011
    - トーセンスターダム 2011
    - ミッキーアイル 2011
    - アルバートドック 2012
    - アレスバローズ 2012
    - グレーターロンドン 2012
    - ソールインパクト 2012
    - ダノンプラチナ 2012
    - リアルスティール 2012
    - Dowsing 2013
    - ヴァンキッシュラン 2013
    - サトノダイヤモンド 2013
    - シルバーステート 2013
    - ゼーヴィント 2013
    - ディープエクシード 2013
    - ディーマジェスティ 2013
    - マカヒキ 2013
    - ミッキーグローリー 2013
    - ロイカバード 2013
    - アドミラブル 2014
    - アルアイン 2014
    - ウォータービルド 2014
    - カデナ 2014
    - コルヴァッチ 2014
    - サトノアレス 2014
    - サングレーザー 2014
    - ジェニアル 2014
    - Saxon Warrior 2015
    - Study of Man 2015
    - キタノコマンドール 2015
    - グローリーヴェイズ 2015
    - ケイアイノーテック 2015
    - ダノンプレミアム 2015
    - フィエールマン 2015
    - ヘンリーバローズ 2015
    - マイティスピリット 2015
    - ヴァンドギャルド 2016
    - サトノジェネシス 2016
    - ダノンキングリー 2016
    - ロジャーバローズ 2016
    - ワールドプレミア 2016
    - コントレイル 2017
    - サトノインプレッサ 2017
    - ポタジェ 2017
    - レッドベルジュール 2017
    - シャフリヤール 2018
    - プログノーシス 2018
    - レッドベルオーブ 2018
    - キラーアビリティ 2019
    - ゼッフィーロ 2019
    - Auguste Rodin 2020

  - ディープサイレンス 2002
  - トウカイワイルド 2002
  - トーセンダンス 2002
  - トーヨーヒリュウ 2002
  - ペールギュント 2002
    - Peer Dee 2013

  - アドマイヤメイン 2003
  - ウインレジェンド 2003
    - Sir Cecil 2015

  - オンファイア 2003
  - ゴールドキング 2003
  - サクラオールイン 2003
  - タガノアイガー 2003
  - マツリダゴッホ 2003
  - マルカシェンク 2003
    - ワイドワーグナー 2012

  - モエレヴァチャス 2003
  - モエレプルトス 2003

- サイアーライン上は2025年現在、種牡馬入りを発表した馬、→は牝馬、種牡馬入りしなかった代表産駒。太字はG1級競走の勝ち馬。